# 単純疱疹

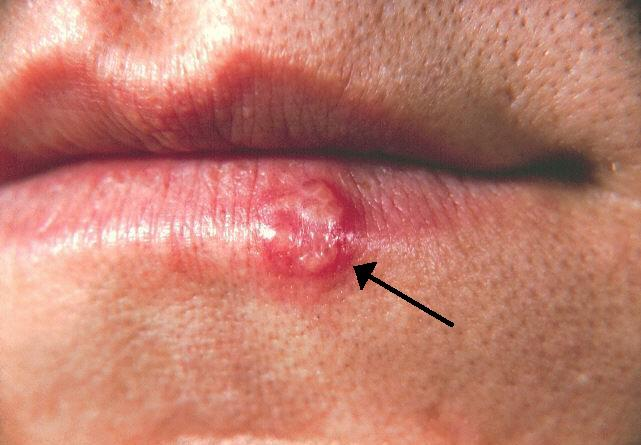
口唇ヘルペス。唇やその周囲では、単純ヘルペスウイルス1型の感染が多い。

単純疱疹（たんじゅんほうしん）とは、皮膚に生じる単純ヘルペスウイルス感染症の一種。単純ヘルペス（たんじゅんへるぺす、英: herpes simplex）とも。口唇やその周囲では口唇ヘルペス（こうしんへるぺす、英:Herpes labialis、口語でCold sore）となり、単純ヘルペスウイルス1型 (HSV-1) が原因になりやすい。陰部では性器ヘルペスで、2型 (HSV-2) が原因になりやすい。
初回感染時には症状が重い場合があり、逆に無症状の人も多い。疲労や発熱などをきっかけとして再発し多くの場合、約1週間で治る。治療には抗ウイルス薬が使われる。
口角炎は、真菌類のカンジダの感染とビタミンB群の欠乏症であるため、口唇ヘルペスとは異なる。

## 原因
単純ヘルペスウイルスが原因。単純ヘルペスウイルスには1型 (HSV-1) と2型 (HSV-2) が存在し、1型は唇とその周囲、2型は性器に感染しやすいと一般的に言われるがその限りではない。一般とは逆にHSV-1の性器への感染、HSV-2の口腔への感染は、性器を舐める行為によって生じると考えられるが、この場合再発はしにくい。ウイルスは感染すると仙髄神経節に潜伏し、潜伏ウイルスに効く薬は存在していない。
HSV-1の感染対象についてはほとんどの場合は口であり、疫学の節に示すように感染率は一般的で、通常は幼少期に家族から感染する。一方、性行為が原因となりやすいHSV-2の感染頻度はHSV-1よりも少なく、感染が一般的なのはアフリカのような発展途上国であり、欧米諸国では感染率はより低い。
0-1歳では母体からの抗体の移行によって感染から保護されているが、抗体がない場合に新生児に感染した場合には重篤となりやすい。（性器クラミジアの症状が出ている出産時には帝王切開となる）より多様な集団との関りが増える2歳以降の子供では、17%の人に無症状のままHSV-1が検出される。また、性器ヘルペスを発症した人の性的パートナーの6-7割は無症状である。無症状のままに感染することも特徴である。あるいは、皮膚や粘膜にウイルスが存在する時期が、症状の出ている時期と若干ずれている場合もあるため、無症状でウイルスが流出することにもなる。
再発性となることも多く、風邪やストレスや心労、老齢、抗がん剤治療・日光等の刺激によって、ウイルスが増殖して症状を再発する。免疫によるウイルスの排除が行えないため繰り返す。成人の約7割がこのウイルスに感染している。

## 一般的な症状
HSV-1の初回感染では、口腔に症状が出ることがあり、子供で急性庖疹性歯肉口内炎となることもある。口腔へのHSV-2の感染では、潜伏期は8-14日でこれは再発しがたい。
性器へのHSV-2の感染では潜伏期は3-7日が多く、1-2日にかけて38程度の発熱があり、その後性器に病変が出現、歩行困難、排尿困難となることもあり、約2-3週間で自然治癒するものの、完治後に多くが再発し、より軽症の症状を出す。男性では1週間後が症状のピーク、再発時はより症状は少なく、症状が軽い傾向となる。再発では、ヒリヒリ感、違和感、痒みの前駆症状があり、湿疹、水膨れ、潰瘍となり、かさぶたとなって通常の皮膚へと戻る。
性器へのHSV-1の感染は性器を舐める行為によって起こり、日本ではやや一般的に感染が見られるが再発はしにくい。
再発は顔では半分の人が、性器では7割が年に3回以上再発する。
口唇ヘルペスは風邪をひいたあとなど免疫力が落ちた時にできやすく、俗に「風邪の華」「熱の華」と呼ばれる。必ずしも唇周辺に出るとは限らず、頬の発疹や顔の一部に小さなニキビのように出現する場合もある。それぞれの人の体質によるため感染に気が付かないケースが多い。腕に出る場合もある。

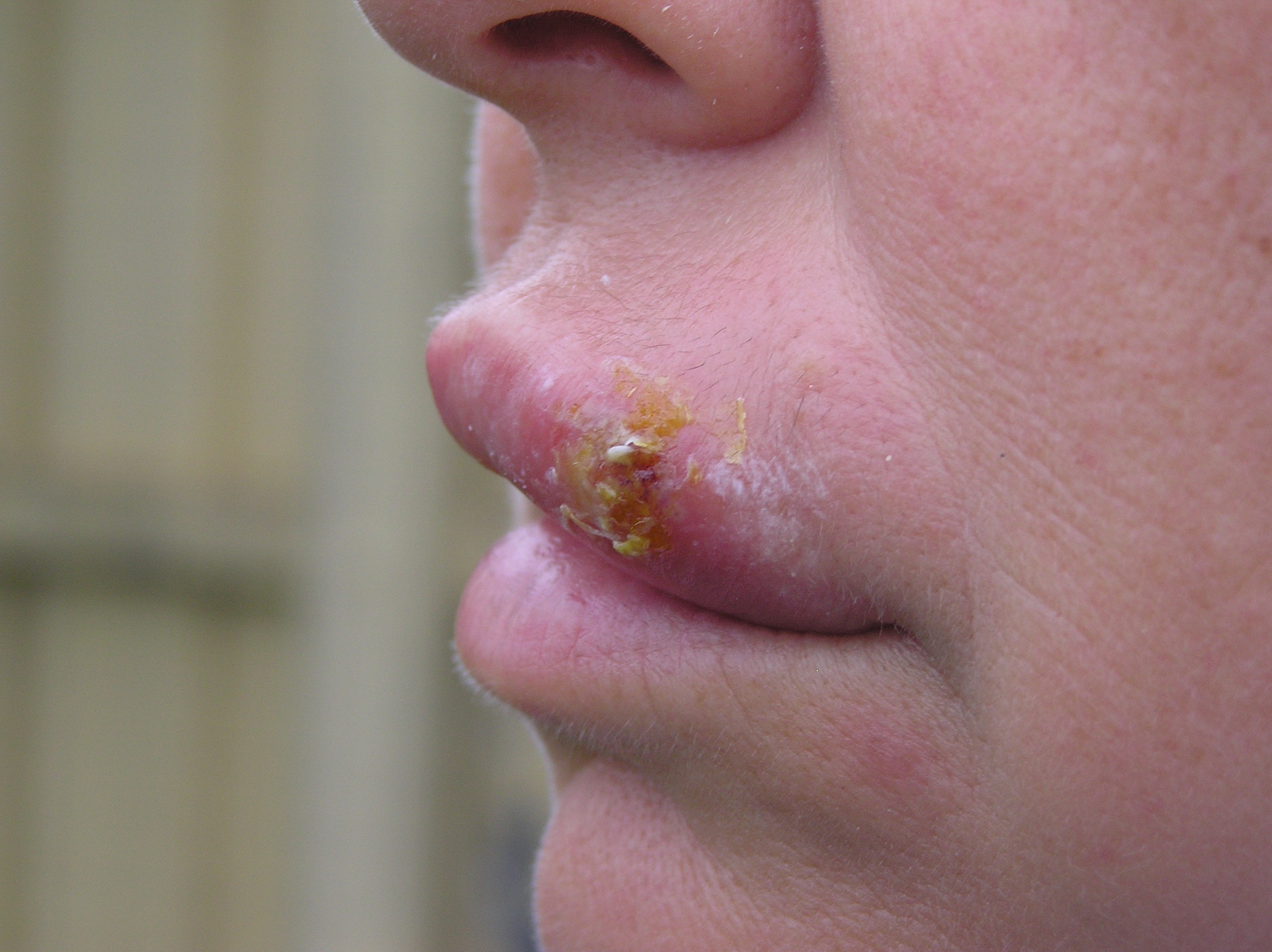
かさぶたとなった口唇ヘルペス。
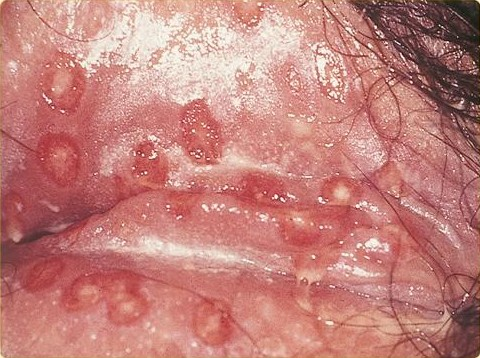
女性の性器ヘルペス。

## 検査
出現した水疱の水疱液を抽出しギムザ染色を行い、細胞診により、ウイルスの感染によって膨化したウイルス性巨細胞を検出するTzanck試験（ツァンク試験）と呼ばれる検査がある。その他にはウイルスを直接証明する抗原検査と血清抗体の上昇によって診断する血液抗体検査がある。

## 予防
性器ヘルペスではコンドームの使用。HSV-2の感染は、抗ウイルスの使用によって感染率が低下する。なお、例えば錠剤型抗ウイルス薬バラシクロビルの添付文書では、「使用上の注意」に薬使用中でも感染リスクはあるため、コンドームの使用が推奨されると記されている。

## 治療
抗ウイルス薬がウイルスの増殖を抑制するため、前駆症状や皮膚症状の出現直後での内服によって短期間での回復が期待でき、2015年の2つのガイドラインでもこうした「早期短期治療」が推奨されている。一方で、日本ではこうした薬の使い方は未承認であり、症状の出現後の内服だけが承認されている。抗ウイルス薬には、アシクロビルやビダラビン、バラシクロビルやファムシクロビルがある。
皮膚症状に対しては前述の抗ウイルス薬の軟膏が使われる。適切な治療が行われれば、5日ほどで水ぶくれはかさぶたになり治癒する。
アメリカ合衆国では、アルコールに分類されるドコサノールが口唇ヘルペスの治療に承認されている。
市販の抗ウイルス薬（要・薬剤師）
日本で口唇ヘルペスに承認されている抗ウイルス薬は以下で、水疱となる前の再発の兆候の時点で使用される。
- アシクロビル（アクチビア、ヘルペシア）
- ビダラビン（アラセナ）

抗ウイルス薬が使えない際に、漢方薬を使うことがある。

### 有効性
2017年のメタアナリシスでは、再発した口唇ヘルペスに対し、アシクロビルよりバラシクロビルの方が治癒期間を短縮した。日本での二重盲検化されたランダム化比較試験では、前駆症状のうちにファムシクロビルを1日だけ内服する治療法で500人以上が試験を完了し、再発した性器ヘルペスで約2日、口唇ヘルペスで約0.7日治癒期間を短縮したが、口唇ヘルペスでは統計的に有意な差ではなかった。安全性の問題はみられなかった。
2004年の唇8名、性器8名での小規模な比較試験では、同じ人で再発ごとに蜂蜜（1日4回塗布）とアシクロビル（1日6回塗布）を比較し、蜂蜜の方が平均治癒期間、例えば唇ヘルペスの治療期間の指標ではアシクロビルで5.85±1.57日、蜂蜜で2.57±0.95日など、発疹の予防、副作用の点で成績が良かった。蜂蜜に殺菌作用があり怪我や火傷治療に有効性があることから、口唇ヘルペスの治療に用いてみようという2017年の研究計画がある。

## 再発抑制
再発抑制療法
単純疱疹による口唇ヘルペスや陰部ヘルペスには、あらかじめアシクロビルやビダラビン、バラシクロビルやファムシクロビルという抗ウイルス薬を、原則1年間内服する方法がある。（日本ではこの再発抑制療法は性器ヘルペスに保険適用）
抗ウイルス薬の長期的な使用では、薬剤耐性菌が出現する可能性がある。
2015年のコクランの調査で、経口薬は口唇ヘルペスの予防に有効だが利益は小さく、また副作用の証拠はない。局所薬は、口唇ヘルペスの予防に有効ではない。副腎皮質ホルモンの塗り薬の追加は、抗ウイルス薬単独よりも再発を予防するが、治癒期間の短縮は見られなかった。リジンでは1984年の1件の研究が見つかり有効性の証拠はないとした。
2006年の代替医療の調査では、リジンのサプリメントが再発抑制に有効であった複数の二重盲検試験を発見しており、予防のために合理的な用量は1日あたり500-3000mgとした。

### 研究開発段階
海外では、米国及び英国で単純ヘルペスワクチンや局所感染予防薬や、完治薬の研究開発中である。
日本国内では、東京大学や大阪大学において、単純ヘルペス感染の仕組みなどの解明や、完治にむけた新たな治療法や、感染予防法の開発研究が行われている。最近の研究成果では東京大学で薬剤ML-7によりマウスで単純ヘルペス感染予防の実験に成功している。

## 疫学
世界中で一般的な疾患である。若年成人における大規模調査では、研究までに男性の33%、女性の28%が口唇ヘルペスを2回以上呈していた。アメリカでの生涯有病率は20-45%、フランスでは男性32%、女性42%。 アフリカでは有病率はもっと高い。
そして単純ヘルペスウイルス自体の保有率では、HSV-1、HSV-2を併せると世界中の約90%の人がいずれかあるいは両方を保有する。米国人口の65%がHSV-1の抗体を持ち、欧州の約半分がHSV-1の検査で陽性である。HSV-2では、アフリカでは50%を超えて感染しており、欧米諸国では20-30%、スペインやフィリピンでは10%前後となる。アフリカでのHSV-2の感染リスクは4人以上の性的パートナーの場合に60%を超えるが、米国では10-49人のパートナーでも約35%、2-4人では約18%となる。
日本の0-15歳までのヘルペス未発症の241人を対象として、2歳以降の17%の子供の唾液中にHSV-1が検出された。